# كردوان العليا (كبغان)
كردوان العليا (بالفارسية: کردوان علیا) هي قرية تقع في إيران في قسم كبغان الريفي. يقدر عدد سكانها بـ 696 نسمة بحسب إحصاء 2016.